# Mini league
Le mini league est un sport d'équipe britannique, fort proche du mini footy australien duquel il s'inspire. Cette variante du rugby à XIII, a été  développée par la fédération anglaise afin d'accoutumer progressivement les enfants de moins de 10 ans à un sport particulièrement exigeant.

## Principes
- 3 périodes de 10 minutes
- 9 joueurs par équipes (et non 8 comme dans le mini footy australien)
- Le nombre de tenus n'est pas limité lors des sessions de progression (alors qu'au rugby à XIII seules des séries de 6 séquences sont autorisées)
- inexistence des mêlées
- chaque joueur doit rester au moins une tiers-temps complet (sauf exclusion ou blessure)
- mini terrain et ballon de petit format
- entraîneurs, arbitres et soigneurs doivent avoir des accréditations nationales
- respect des codes de bonne conduite et de jeu non dangereux (safe play)